# Андре Туен
Андре Туен (фр. André Thouin; 10 лютого 1747 — 27 жовтня 1824) — французький ботанік.

## Біографія
Андре Туен народився Парижі 10 лютого 1747 року.
Вивчав ботаніку під керівництвом Бернара де Жюсс'є.
Був призначений адміністратором Національного музею природничої історії.
У 1806 він заснував школу практичного сільського господарства.
Андре Туен помер у Парижі 27 жовтня 1824 року.